# ЛАЗ-697
ЛАЗ-697 «Турист» — советский туристический автобус среднего класса, выпускавшийся Львовским автобусным заводом. Автобус предназначался для междугородных линий небольшой протяжённости, экскурсионных поездок, применения на экспрессных линиях специального назначения.

## История

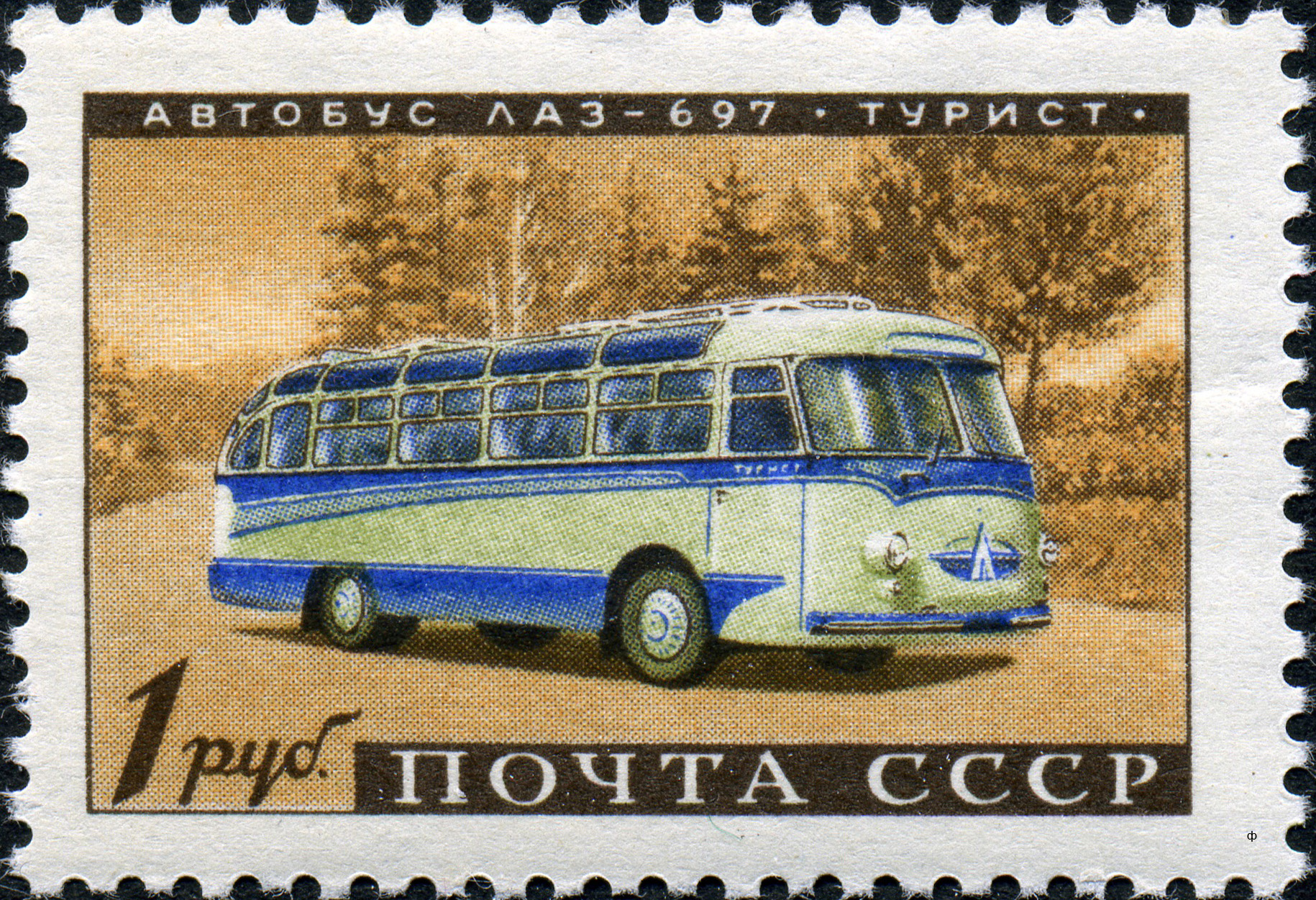
Почтовая марка СССР (1960)

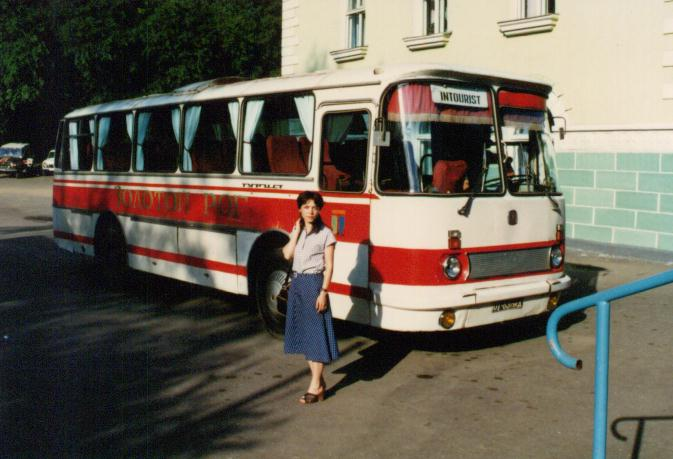
ЛАЗ-697Р «Турист», выпускавшийся с 1978 по 1982 годы

ЛАЗ-697 был унифицирован с городским автобусом ЛАЗ-695.
Автобус имел ряд модификаций, выпускавшихся с 1959 по 1985 год:
- ЛАЗ-697 «Турист» (1959—1963) — имел двигатель ЗИЛ-164 мощностью 109 л. с.[1]
- ЛАЗ-697Е «Турист» (1961[2]—1969) — с двигателем ЗИЛ-130 в 150 л. с.
- ЛАЗ-697М «Турист» (1970—1975) — модернизация автобуса, переходный вариант к автобусу ЛАЗ-697Н, основное отличие — новый кузов с высокими боковыми окнами, но со старой передней панелью кузова. В 1974 году кузов был модернизирован (задняя боковая часть, новые воздуховоды в двигатель и последние боковые окна) для перехода на модель ЛАЗ-697Н.
- ЛАЗ-697Н «Турист» (1975—1979) — автобус с новой передней панелью кузова. Начиная с 1977 года получил новые светотехнические приборы, соответствующие ЕЭК ООН. Опытные образцы появились ещё в конце 1960-х годов. Кроме того, к XXV съезду КПСС для обслуживания делегатов съезда была построена партия автобусов «Люкс», отличавшихся повышенной комфортностью.
- ЛАЗ-697Р «Турист» (1978—1982), (1985) — последняя модификация среднего междугороднего автобуса семейства 697. Отличался главным образом системой вентиляции салона. Окна лишились форточек, а вместо них на крыше появился воздухозаборник, кроме того, автобус отличался усиленным кузовом и его повышенной антикоррозийной стойкостью.

Выпуск семейства средних междугородних автобусов серии 697 был прекращён в 1982 году в пользу расширения производства большого междугороднего автобуса семейства ЛАЗ-699, отличавшегося большим количеством мест (41 вместо 33 у ЛАЗ-697Р). В 1985 году для будущего XXVII съезда КПСС заводом была построена небольшая разовая партия «люксовых» автобусов этого семейства.
Двигатель у ЛАЗ-697 располагался сзади. В подвеске были корректирующие пружины, работающие параллельно с рессорами. Сиденья использовались двухместные с регулируемым углом наклона спинки. Вместимость автобуса составляла 33 человека. Под полом салона находились багажные отсеки.